# Grassalkovich család
A gyaraki herceg és gróf Grassalkovich család egy mára már kihalt, magyar nemesi család.

## Története
A család eredete bizonytalan, azonban valószínűsítik, hogy a Krisakov családból származik. Krisakov Gergely 1405-ben Temes, és Zala vármegye területén jelentősebb birtokokkal rendelkezett. Ennek ugyanily nevű leszármazottja Rudolf királytól 1584-ben állítólag nemesi címerlevelet kapott. Egy másik, kevésbé valószínű feltételezés szerint a család neve Horváth volt. De mindkét feltételezés eléggé bizonytalan. Az első bizonyítható tagja e családnak egy N betűvel kezdődő keresztnevű és Graschiakovith vezetéknevű birtokos volt. Később a család Mátyás nevű tagja elhagyta e névből az A betűt, majd János használta először Grassalkovich formában vezetéknevét. Később Antal először bárói, majd grófi rangot nyert, majd fia, ifjabb Antal birodalmi hercegi rangra emeltetett olyan megkötéssel, hogy a hercegi cím csak az elsőszülött fiút illeti meg. Legnagyobb birtokuk és kastélyuk Gödöllőn található, s innen nem messze, Máriabesnyőn pedig a családi kripta helyezkedik el. A család vagyonosabbik ága több templomot, iskolát is építtetett, több települést újra benépesítettek. Nekik köszönhetjük a Nemzeti Múzeum és a régi Nemzeti Színház telkét is. Azonban a család 1841-ben a legifjabb Antallal kihalt. Ő és neje szintén a máriabesnyői családi kriptában nyugszik.

## Az eddig ismert családfa
- A1 Graschiakovith N.
  - B1 ismeretlen fiú
    - C1 Gergely (1584?)
      - D1 Péter (1584?)

    - C2 Miklós (1584?)
    - C3 Péter (1584?)

  - B2 ismeretlen fiú
    - C1 Mihály (1584?)

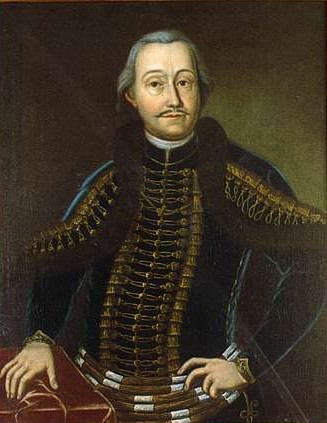
Grassalkovich Antal (1694–1771)

      - D1 Graschakovith Mátyás (? – Röjtök, 1628) neje: sághi Kurdács Orsolya (? – 1649)
        - E1 Ferenc (1627-33?)
        - E2 István (?-1680) neje: Rajmannus Erzsébet
          - F1 Pál (?-1683?)
          - F2 Grassalkovich János (1656?-1716) neje: egresdi Egresdy Zsuzsanna
            - G1 Erzsébet (1691-?) férje: felszőllősi Szőllősy Boldizsár (1690-1759)
            - G2 Antal (1694-1771) második neje: klobusici és zétényi báró Klobusiczky Krisztina (1712-1738)
              - H1 Antal (1734-1794) neje: galántai gróf Esterházy Mária Anna (1739-1820)
                - I1 Antal? (1759-1766)
                - I2 Mária Anna (1760-1815) férje: lósi és hédervári gróf Viczay Mihály (1756-1831)
                - I3 Terézia (1761-?)
                - I4 Ottília (1764-1810) férje: ghymesi és gácsi gróf Forgách Antal
                - I5 János (1765-?)
                - I6 Erzsébet (1767-1823) férje: galántai gróf Esterházy Ferenc
                - I7 Miklós (1768-?)
                - I8 Antal (1771-1841) neje: galántai herceg Esterházy Leopoldina

              - H2 Franciska (1732-1779) férje: trakostyáni gróf Draskovich János
              - H3 Klára (1735-1803) férje: galántai gróf Esterházy Gábor
              - H4 Anna Mária (Pest, 1736. szeptember 17. – Bécs, 1806. május 10.) férje (1754. január 1.): hallerkői gróf Haller Gábor (1718-1784), gyermekei: József (?-1812) Kolozs vármegye főispánja; Mária Anna (1756-1814)
              - H5 Ignác (1737-1738)
              - H6 Terézia Ilona (1738-1769) férje: gimesi és gácsi gróf Forgách János (1722-1774)

            - G3 Zsuzsanna (?) férje: pilisi Beleznay János (1673-1754)
            - G4 Judit (?-1746) férje: ebecki Blaskovics Sámuel (?-1738)

          - F3 Farkas (?) neje: Kruplanicz Judit
            - G1 Sándor (?-1738)
            - G2 István (1687-1753)
            - G3 Mária (1688-1720) férje: Vranovics György (1677-1728)

          - F4 István

      - D2 István (1605?)
      - D3 János (1605?)

## Jelentősebb családtagok
- Grassalkovich Antal (1694–1771)
- Grassalkovich Antal (1734–1794)
- Grassalkovich Antal (1771–1841)
- Grassalkovich János (?–1716)

## Híresebb kastélyaik, birtokaik
A gazdag és neves Grassalkovich család több kastélyt is építtetett a Monarchián belül. Legnevezetesebbek talán a gödöllői hatalmas rezidencia, a bécsi nyári palota a II. kerületben, valamint a Hatvan-nagygombosi majorság.
Egykor a magyar fővárosban is állt egy Grassalkovich-palota, de mára néhány metszet maradt csupán róla.

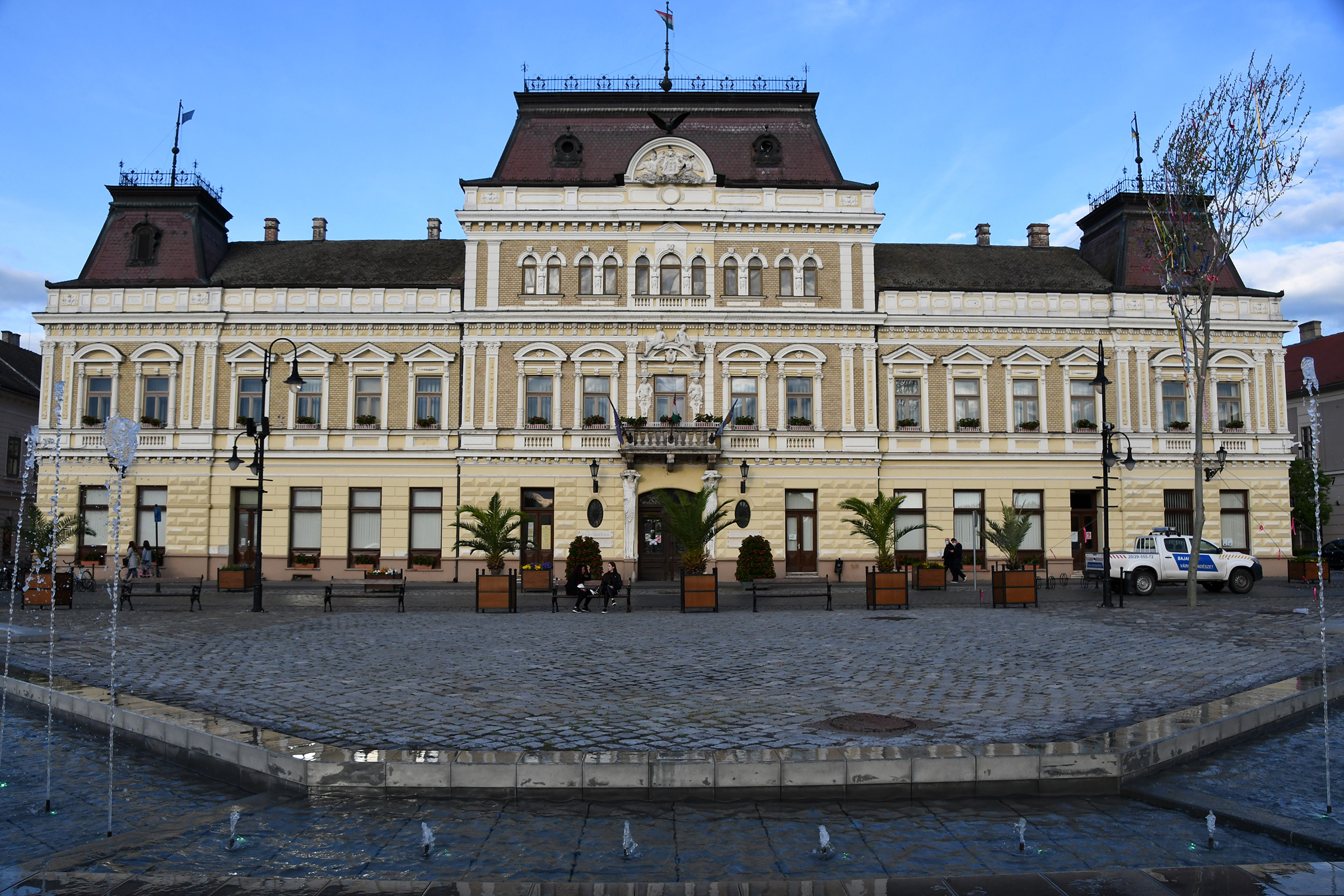
Baja Grassalkovich-kastély

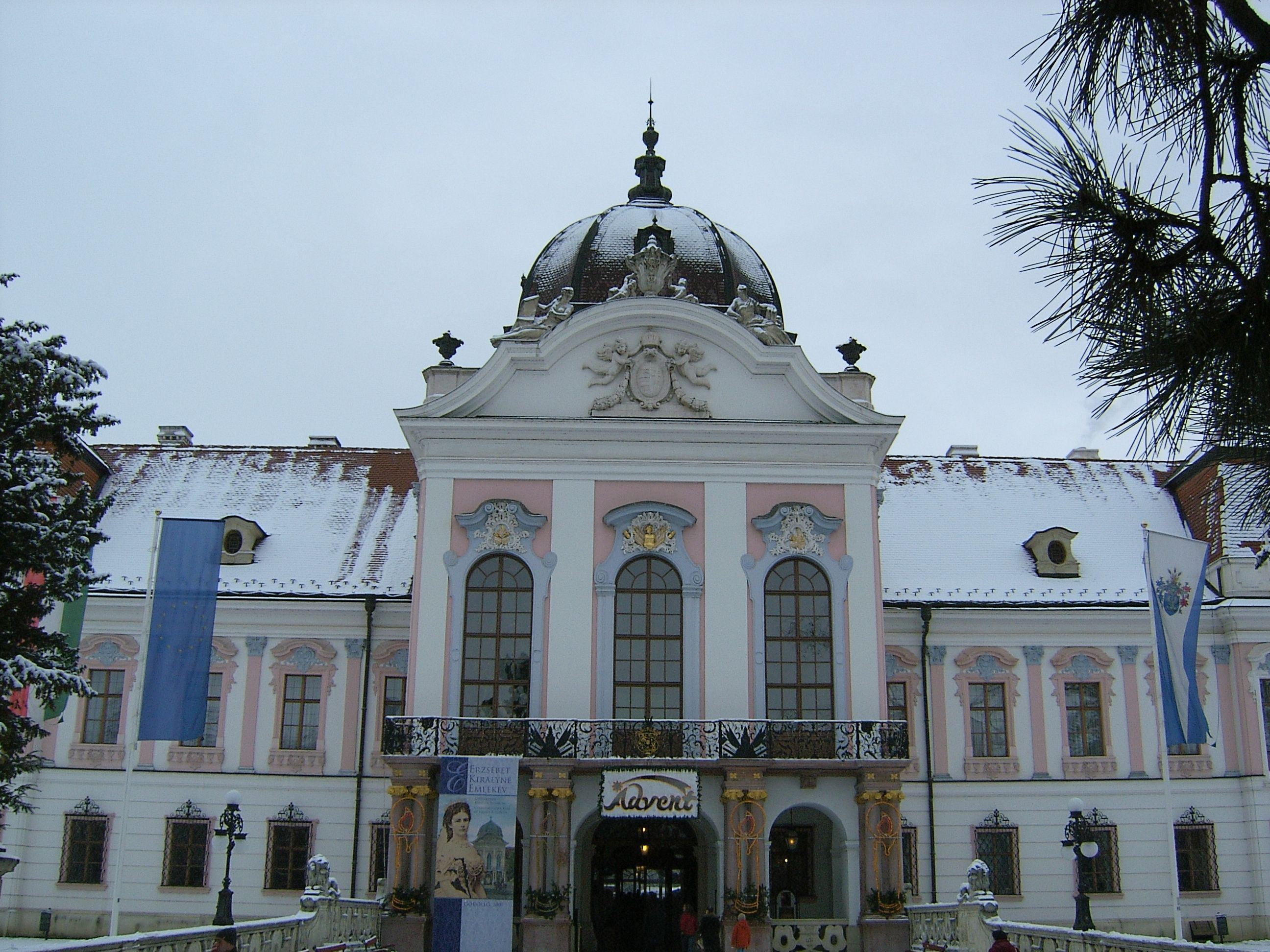
Grassalkovich–kastély, Gödöllő
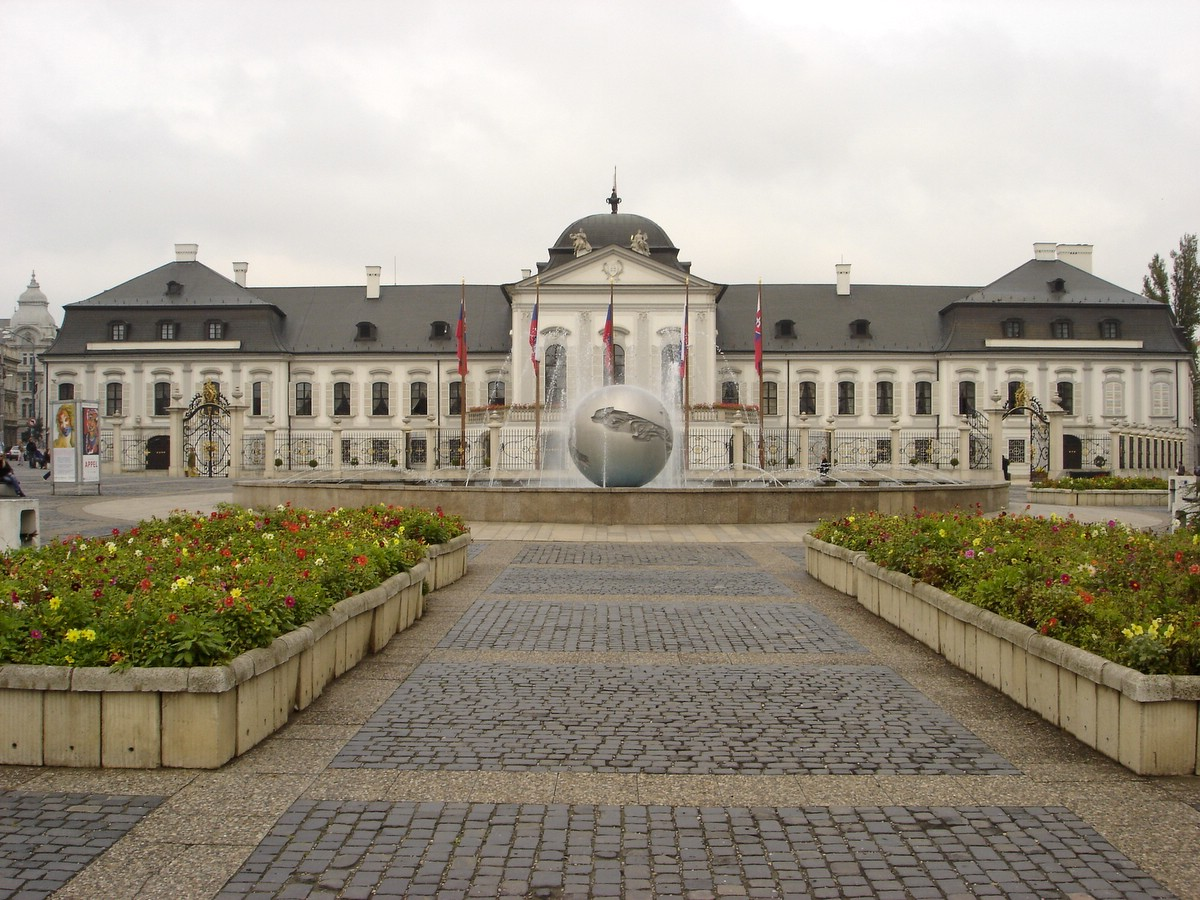
Grassalkovich-kastély, Pozsony
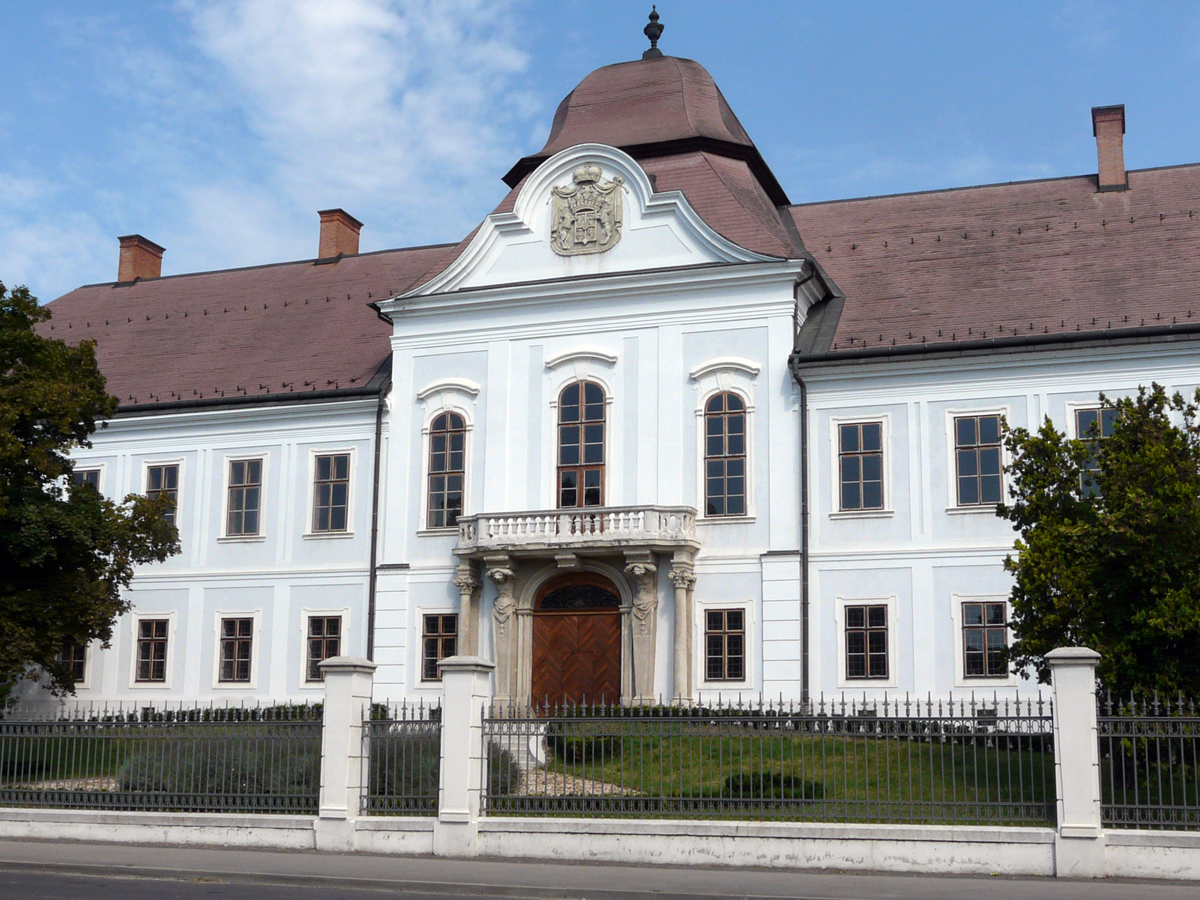
Grassalkovich-kastély, Hatvan